# Fredrik Svanbäck
Fredrik Svanbäck (* 5. Dezember 1979 in Jakobstad, Österbotten) ist ein ehemaliger finnischer Fußballspieler. Der Mittelfeldspieler, der 2004 in der finnischen Nationalmannschaft debütierte, gewann 2006 mit Helsingborgs IF den schwedischen Landespokal.

## Werdegang
Svanbäck entstammt der Jugend des finnischen Klubs FF Jaro aus seiner Heimatstadt Jakobstad. Für den Klub aus dem Westen Finnlands lief er ab 1997 in der Männermannschaft auf. 1998 stieg er mit der Mannschaft aus der Veikkausliiga in die Ykkönen ab. In der zweiten Liga blieb er dem Klub treu und schaffte mit ihm 2002 die Rückkehr in die Erstklassigkeit. Durch seine konstanten Leistungen in der ersten Liga empfahl er sich für die Nationalmannschaft. Unter Nationaltrainer Antti Muurinen debütierte er beim 2:1-Erfolg über die Nationalmannschaft Bahrains am 1. Dezember 2004 im Nationaljersey. 
2005 wechselte Svanbäck in die schwedische Allsvenskan zu Helsingborgs IF. Bei seinem neuen Klub erhielt er die Rückennummer „8“ und konnte sich in der Stammformation festspielen, so dass er 24 der 26 Saisonspiele bestritt. Auch in den folgenden beiden Jahren setzte Trainer Stuart Baxter auf ihn im Mittelfeld. Mit der Mannschaft erreichte er 2006 das Pokalfinale, das nach Toren von Luton Shelton und Babis Stefanidis durch einen 2:0-Erfolg gegen Gefle IF gewonnen wurde. Auch beim Spiel um den Supercupen im folgenden Frühjahr gegen Meister IF Elfsborg wirkte er mit, musste aber eine 0:1-Niederlage durch ein Tor von James Keene hinnehmen. 
Im März 2008 kehrte Svanbäck in den Kreis der Nationalmannschaft zurück, als der mittlerweile zum finnischen Nationaltrainer ernannte Baxter ihn in die Auswahlmannschaft berief. Bei der 1:2-Niederlage gegen die bulgarische Nationalelf bestritt er das zweite Länderspiel seiner Karriere. Nachdem Helsingborgs IF zur Spielzeit 2008 Bo Nilsson als Nachfolger Baxters verpflichtet hatte, kam er zu Saisonbeginn nicht zum Einsatz. Daraufhin verlieh ihn der Klub zwischen Ende April und Anfang Juni an seinen alten Klub FF Jaro nach Finnland. Dort kam er in sechs Spielen zum Einsatz. Nach seiner Rückkehr nach Schweden lief er nach der Sommerpause im Anschluss an die Europameisterschaft 2008 wieder für den südschwedischen Klub in der Allsvenskan auf. Er kam jedoch in Helsingborg nur selten zum Einsatz.
Anfang 2010 wechselte Svanbäck zu Landskrona BoIS in die Superettan. Er wurde wieder zur Stammkraft und blieb vier Jahre. Anfang 2014 kehrte er zu FF Jaro zurück. Ein Jahr später wechselte er in den schwedischen Amateurbereich, wo er Ende 2017 seine Laufbahn beendete.